# Antoine Fuqua
Antoine Fuqua (Pittsburgh, 19 de janeiro de 1966) é um diretor de cinema estadunidense. É casado com a atriz Lela Rochon e tem dois filhos. Seu filme mais famoso é Dia de Treinamento, estrelado por Denzel Washington.

## Filmografia
- 1992: Inside Out IV
- 1998: Assassinos Substitutos
- 2000: A Isca
- 2001: Dia de Treinamento
- 2003: Lágrimas do Sol
- 2004: Lightning in a Bottle
- 2004: Rei Arthur
- 2005: Murder Book
- 2006: The Call
- 2007: Atirador
- 2010: Atraídos pelo crime
- 2013: Invasão à casa branca
- 2014: O Protetor
- 2015: Southpaw
- 2016: The Magnificent Seven
- 2018: O Protetor 2
- 2021: Infinite
- 2021: The Guilty
- 2022: Emancipation
- 2023: O Protetor 3
- 2026: Michael